# Kullelampi (sjö, lat 67,10, long 25,78)
Kullelampi är en sjö i Finland. Den ligger i kommunen Rovaniemi i landskapet Lappland, i den norra delen av landet, 800 km norr om huvudstaden Helsingfors. Kullelampi ligger 178,4 meter över havet. Arean är 40,9 hektar och strandlinjen är 4,92 kilometer lång. Sjön  ingår i Kemi älvs huvudavrinningsområde. 